# Stanislaus von Prowazek
Stanislaus (von) Prowazek, auch Stanislaus Prowazek, Edler von Lanow (* 12. November 1875 in Neuhaus in Böhmen; † 17. Februar 1915 in Cottbus) war ein tschechisch-österreichischer Zoologe und Bakteriologe. Er forschte über zahlreiche Infektionskrankheiten und beschrieb zusammen mit Ludwig Halberstädter die sogenannten Halberstädter-Prowazek Einschlusskörperchen beim Trachom.

## Leben und Werk
Stanislaus Prowazek wurde als Sohn eines österreichischen Offiziers in Neuhaus in Böhmen geboren. Er studierte Zoologie in Prag und Wien, wurde 1899 zum Dr. phil. promoviert und arbeitete anschließend an zoologischen Instituten in Wien und Triest sowie als Assistent am Institut für experimentelle Therapie in Frankfurt am Main bei Paul Ehrlich und am Zoologischen Institut der Universität München bei R. Hertwig. 1903 holte ihn Fritz Schaudinn nach Rovigno (Istrien) und an das Institut für Protozoenforschung in Berlin, wo er nach Schaudinns Weggang 1906 die kommissarische Leitung übernahm. Als Schaudinn im selben Jahr unerwartet starb, übernahm Prowazek 1907 dessen Stellung als Leiter der Abteilung für Protozoenforschung am Hamburger Institut für Tropenmedizin. Hier forschte er unter anderem über Trachom, Blennorrhoe, Pocken sowie Tollwut und erwarb sich durch seine Arbeiten einen Ruf als einer der bedeutendsten Mikrobiologen seiner Zeit. 1913 konnte er den Erreger des Fleckfiebers nachweisen. Dieser wurde nach ihm als Rickettsia prowazekii benannt.
Im Dezember 1914 wurde von Prowazek mit Untersuchungen einer Fleckfieber-Epidemie in Cottbus beauftragt. Hier infizierte er sich und verstarb am 17. Februar 1915 an den Folgen. Prowazek wurde in einem Zinnsarg in Cottbus beerdigt und am 5. Juli 1916 in das Familiengrab in Kamenitz an der Linde überführt.

## Forschungsreisen
1903 reiste von Prowazek mit Schaudinn nach Rovinj in Istrien, wo er erste bakteriologische Untersuchungen machte und über Pocken und Blennorrhoe forschte. 1906 untersuchte von Prowazek gemeinsam mit Ludwig Halberstädter eine Trachom-Epidemie auf den Großen Sundainseln. Die beiden konnten in den Epithelzellen der Bindehaut von Trachomerkrankten mikroskopisch Einschlusskörperchen nachweisen, die sie für den Erreger hielten. Diese wurden nach ihnen als Halberstädter-Prowazek Einschlusskörperchen benannt. 1908 forschte er gemeinsam mit Gustav Giemsa am Instituto Oswaldo Cruz in Rio de Janeiro. Von 1910 bis 1912 forschte er in Sumatra über Granulose und andere Tropenkrankheiten. Aus dieser Reise resultierte auch sein Buch über die Deutschen Marianen.

## Schriften (Auswahl)

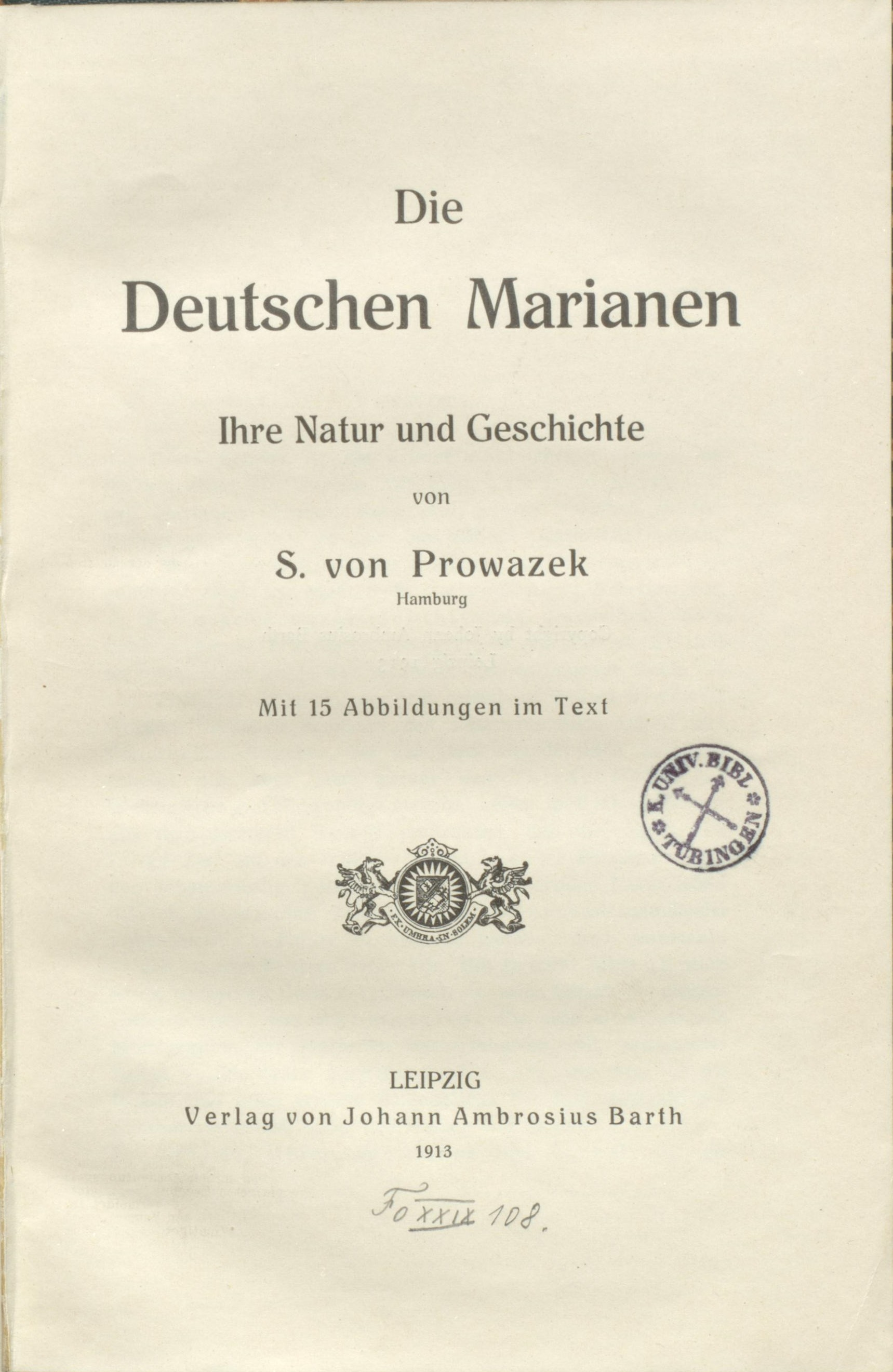
Die deutschen Marianen (1913)

- Spermatologische Studien. Alfred Hölder, 1901.
- Ein Beitrag zur Krebsspermatogenese. W. Engelmann, 1902.
- Taschenbuch der mikroskopischen Technik der Protistenuntersuchung. J. A. Barth, 1909. doi:10.5962/bhl.title.1738.
- Einführung in die Physiologie der Einzelligen (Protozoen). B.G. Teubner, 1910. doi:10.5962/bhl.title.1032.
- Zur Kenntnis der Balantidiosis: Zusammenfass. Darstellung. J. A. Barth, 1913.
- Die deutschen Marianen: Ihre Natur u. Geschichte. J. A. Barth, 1913.